# Paradriopea
Paradriopea är ett släkte av skalbaggar. Paradriopea ingår i familjen långhorningar.
Kladogram enligt Catalogue of Life:
| Paradriopea | \| \| Paradriopea birmanica \| \| \| \| \| \| Paradriopea fruhstorferi \| \| \| \| |
|             | \| \| Paradriopea birmanica \| \| \| \| \| \| Paradriopea fruhstorferi \| \| \| \| |
|             | Paradriopea birmanica                                                              |
|             |                                                                                    |
|             | Paradriopea fruhstorferi                                                           |
|             |                                                                                    |